# Gabriel Jesus
Gabriel Fernando de Jesus (São Paulo, 3 april 1997) – alias Gabriel Jesus – is een Braziliaans voetballer die doorgaans als aanvaller speelt. Hij tekende in juli 2022 een contract bij Arsenal, dat hem voor circa 52 miljoen overnam van Manchester City. Gabriel Jesus debuteerde in 2016 in het Braziliaans voetbalelftal.

## Clubcarrière
Gabriel Jesus is afkomstig uit de jeugd van Palmeiras. Hij debuteerde op 30 april 2015 in het eerste elftal, in een bekerduel tegen Sampaio Corrêa. Op 9 mei 2015 volgde zijn eerste wedstrijd in de Braziliaanse Série A, tegen Atlético Mineiro. Gabriel Jesus maakte op 30 augustus 2015 twee treffers in een competitiewedstrijd tegen Joinville EC.
Gabriel Jesus tekende in augustus 2016 een contract tot medio 2021 bij Manchester City. Dat liet hem nog wel het kalenderjaar afmaken bij Palmeiras, dat circa 32 miljoen euro voor hem ontving, exclusief eventuele bonussen. Zodoende won Gabriel Jesus in december 2016 nog het kampioenschap in de Série A met de Braziliaanse club. Hij sloot zich in januari 2017 aan bij Manchester City. Hiervoor maakte hij in zijn eerste drie competitiewedstrijden drie doelpunten. Tijdens zijn vierde, op 13 februari 2017 tegen AFC Bournemouth, brak hij een middenvoetsbeentje in zijn rechtervoet. Het kostte hem 2,5 maand om hiervan te herstellen. Hij kwam in de kampioensjaren 2017/18 en 2018/19 tot 58 competitiewedstrijden. In ongeveer de helft daarvan was hij invaller, meestal voor clubtopscorer aller tijden Sergio Agüero. Gabriel Jesus speelde in zijn eerste 2,5 seizoen bij City met rugnummer 33. Hij kreeg in juni 2019 het vrijgekomen nummer 9 toegewezen.

## Clubstatistieken
| Seizoen     | Club            | Competitie     | Competitie | Competitie | Competitie | Beker | Beker | Beker | Internationaal | Internationaal | Internationaal | Totaal | Totaal | Totaal |
| Seizoen     | Club            | Competitie     | Wed.       | Dlp.       | Ass.       | Wed.  | Dlp.  | Ass.  | Wed.           | Dlp.           | Ass.           | Wed.   | Dlp.   | Ass.   |
| ----------- | --------------- | -------------- | ---------- | ---------- | ---------- | ----- | ----- | ----- | -------------- | -------------- | -------------- | ------ | ------ | ------ |
| 2015        | Palmeiras       | Série A        | 20         | 4          | 2          | 0     | 0     | 0     | —              | —              | —              | 20     | 4      | 2      |
| 2016        | Palmeiras       | Série A        | 27         | 13         | 4          | 0     | 0     | 0     | 5              | 4              | 0              | 32     | 17     | 4      |
| Club Totaal | Club Totaal     | Club Totaal    | 47         | 17         | 6          | 0     | 0     | 0     | 5              | 4              | 0              | 52     | 21     | 6      |
| 2016/17     | Manchester City | Premier League | 10         | 7          | 4          | 1     | 0     | 1     | —              | —              | —              | 11     | 7      | 5      |
| 2017/18     | Manchester City | Premier League | 29         | 13         | 4          | 4     | 0     | 0     | 9              | 4              | 1              | 42     | 17     | 5      |
| 2018/19     | Manchester City | Premier League | 29         | 7          | 3          | 12    | 10    | 3     | 6              | 4              | 0              | 47     | 21     | 6      |
| 2019/20     | Manchester City | Premier League | 34         | 14         | 8          | 11    | 3     | 3     | 8              | 6              | 3              | 53     | 23     | 14     |
| 2020/21     | Manchester City | Premier League | 29         | 9          | 4          | 6     | 3     | 0     | 7              | 2              | 0              | 42     | 14     | 4      |
| 2021/22     | Manchester City | Premier League | 24         | 7          | 9          | 5     | 1     | 2     | 7              | 4              | 1              | 36     | 12     | 12     |
| Club Totaal | Club Totaal     | Club Totaal    | 155        | 57         | 32         | 39    | 17    | 9     | 37             | 20             | 5              | 231    | 94     | 46     |
| 2022/23     | Arsenal         | Premier League | 26         | 11         | 7          | 1     | 0     | 0     | 6              | 0              | 1              | 33     | 11     | 8      |
| Club Totaal | Club Totaal     | Club Totaal    | 26         | 11         | 7          | 1     | 0     | 0     | 6              | 0              | 1              | 33     | 11     | 8      |
| TOTAAL      | TOTAAL          | TOTAAL         | 228        | 85         | 45         | 40    | 17    | 9     | 48             | 24             | 6              | 316    | 126    | 60     |

Bijgewerkt op 8 juni 2023.

## Interlandcarrière
Gabriel Jesus bereikte met Brazilië –20 de finale van het WK –20 van 2015. Op dat toernooi was hij basisspeler en trefzeker in de groepsfase tegen Nigeria –20. Een jaar later werd hij met Brazilië olympisch kampioen op de Olympische Zomerspelen 2016. Hier scoorde hij één keer in de groepsfase en twee keer in de halve finale, tegen Honduras.
Gabriel Jesus debuteerde op 1 september 2016 in het Braziliaans voetbalelftal. Hij was toen basisspeler in een met 0–3 gewonnen kwalificatiewedstrijd voor het WK 2018 in en tegen Ecuador. Hij maakte zelf zowel de 0–2 als de 0–3. Hij kwam op het hoofdtoernooi zelf met Brazilië tot de kwartfinale. Een jaar later maakte hij ook deel uit van de Braziliaanse ploeg die de Copa América 2019 won.

## Erelijst
| Competitie             | Aantal    | Jaren                              |           |           |
| Palmeiras              | Palmeiras | Palmeiras                          | Palmeiras | Palmeiras |
| ---------------------- | --------- | ---------------------------------- | --------- | --------- |
| Série A                | 1x        | 2016                               |           |           |
| Copa do Brasil         | 1x        | 2015                               |           |           |
| Manchester City        |           |                                    |           |           |
| Premier League         | 4x        | 2017/18, 2018/19, 2020/21, 2021/22 |           |           |
| FA Cup                 | 1x        | 2018/19                            |           |           |
| EFL Cup                | 4x        | 2017/18, 2018/19, 2019/20, 2020/21 |           |           |
| FA Community Shield    | 2x        | 2018, 2019                         |           |           |
| Brazilië onder 23      |           |                                    |           |           |
| Olympische Zomerspelen | 1x        | 2016                               |           |           |
| Brazilië               |           |                                    |           |           |
| CONMEBOL Copa América  | 1x        | 2019                               |           |           |